# Getting-up
getting-up ist eine 1999 in Hamburg gegründete Künstler- und Ateliergemeinschaft, bestehend aus den Künstlern Mirko Reisser (DAIM), Gerrit Peters (Tasek) und Heiko Zahlmann (Rkt one). Das Künstlerkollektiv, alle Künstler sind bekannte Graffiti-Writing Künstler, organisiert und realisiert seit mehr als fünfzehn Jahren gemeinsame Projekte und Wandgestaltungen, die auch international Aufmerksamkeit finden. Ab dem Jahr 2000 war der Graffiti-Künstler Stohead (Christoph Hässler) ebenfalls Teil der Gemeinschaft, bis er 2006 nach Berlin zog.

## Projekte
Neben diversen großen Wandgestaltungen, überwiegend in Hamburg, realisiert getting-up auch regelmäßig Projekte zu denen andere Graffiti- und Street-Art Künstler eingeladen werden.

### Urban Discipline
getting-up organisierte und realisierte zum Beispiel in den Jahren 2000–2002 die Urban Discipline Ausstellungen zum Thema Graffiti und Street-Art in Hamburg. Die Urban Discipline gehört zu den weltweit wichtigsten Graffiti-Ausstellungen.  Den Organisatoren war es wichtig, in einer Zeit, in der Graffiti nicht mehr bloß als Schmiererei galt, aber immer noch nicht wirklich ernst genommen wurde, für dessen Etablierung als Kunstform zu kämpfen. Zu den Ausstellungen brachte getting-up jeweils eine Buch-Publikation heraus.

### Stylekickz
Mit dem von der Künstlergruppe organisierten Graffiti- und Street Art Workshop Stylekickz hatten einmal im Jahr Jugendliche die Möglichkeit, mit professioneller Unterstützung, ein künstlerisches Projekt zu realisieren, um sich dabei in lebensnahen und -relevanten Themen zu qualifizieren.

## Veröffentlichungen
- Mirko Reisser, Gerrit Peters, Heiko Zahlmann (Hrsg.): Urban Discipline 2000. 1. Auflage. Graffiti-Art, Nr. 1. getting-up, Hamburg 2000, ISBN 3-00-006154-1 (eingeschränkte Vorschau in der Google-Buchsuche – Ausstellungskatalog).
- Mirko Reisser, Gerrit Peters, Heiko Zahlmann (Hrsg.): Urban Discipline 2001. 1. Auflage. Graffiti-Art, Nr. 2. getting-up, Hamburg 2001, ISBN 3-00-007960-2 (eingeschränkte Vorschau in der Google-Buchsuche – Ausstellungskatalog).
- Mirko Reisser, Gerrit Peters, Heiko Zahlmann (Hrsg.): Urban Discipline 2002. 1. Auflage. Urban Discipline: Graffiti-Art, Nr. 3. getting-up, Hamburg 2002, ISBN 3-00-009421-0 (eingeschränkte Vorschau in der Google-Buchsuche – Ausstellungskatalog).